# 神舟路站
神舟路站为广州地铁21号线的一个车站，位于中國廣東省广州市黃埔區科學城科學大道神舟路口西側，于2019年12月20日随21号线剩余段开通而启用。

## 車站結構

### 車站樓層
本站为地下二层车站，全长651.9m，建筑面积约3万平方米。地面為科學大道、神舟路，綠地中央廣場，以及附近其它建築，地下一層为站厅层；地下二層為21號線月台。
| 地下一层 | 站廳                       | 售票機、客服中心、商店、警務室、安檢設施          |  |  |
| 地下二层 |                            | █21号线 越行路軌                                  |  |  |
|          | 2 站台                     | █21号线 天河公园方向（下站：天河智慧城）          |  |  |
|          | 岛式站台（卫生间、母婴室） |                                                   |  |  |
|          | 1 站台                     | █21号线 增城广场方向（下站：科学城 / 快车：苏元） |  |  |
|          |                            | █21号线 越行路軌                                  |  |  |

### 站厅

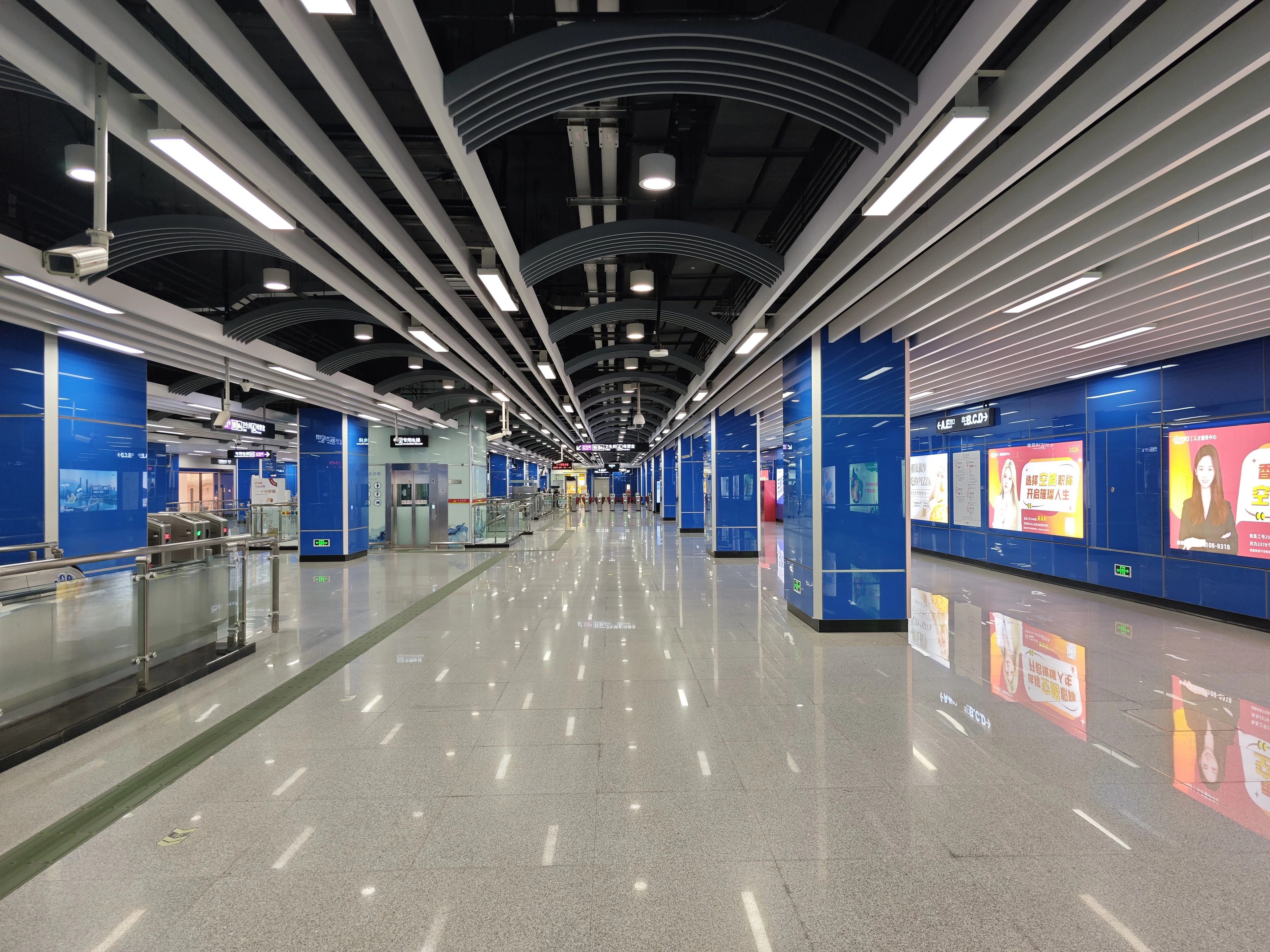
站厅

神舟路站站厅設有售票機、自动售卡/充值机、客務中心；同时设有自动售卖机、便利店以及面包糕饼店。
为方便行人进出，目前站厅中间偏北侧被划分为收费区，收费区内设有多组扶手电梯、楼梯和一台专用电梯供乘客前往月台层。

### 月台
本站設有一個島式月台，位於科學大道地底。本站的卫生间及母婴室位于站台层东端。
本站作為21號線的快慢車越行站，因此設有四條路軌，內側兩條路軌供普通車停靠供乘客上下車使用；外側兩條路軌則專供快車使用，在本站越過普通車，沒有設置任何上下車設施，直到2021年7月24日快车开始停靠本站，外侧路轨则只会在特殊情况下才会使用。同時內側和外側路軌之間以牆壁分隔，乘客在月台上並不會看見快車越過本站的情景。
另外，內側兩條路軌在車站西端以一條單渡線連接；1號月台增城廣場方向路軌亦往西延伸數百米，形成一條存車線。因此當21號線出現故障，列車可在本站折返，以本站為臨時終點站。

2号站台全景图

### 出入口
神舟路站设有5个出入口供乘客进出。
车站开通时，仅设有科学大道南侧的两个出入口，给乘客造成不便；直至2022年5月12日，位于北侧的3个出入口正式开通。2023年中旬，本站再开通四个通往广州黄埔大悦汇的合建出入口。
|                                           |                                                       |      |          |                                                                    |
| 編號                                      | 设施                                                  | 照片 | 出口指示 | 建議前往的目的地                                                   |
| A                                         | 盲道标志 · 扶手电梯标志                               |      | 科学大道 | 农业银行广州开发区支行、科学大道西（地铁神舟路站）公交车站（东行） |
| B                                         | 盲道标志 · 升降机标志 · 无障碍通道标志 · 扶手电梯标志 |      | 科学大道 | 神舟路、彩频路、开发区控股中心、广东软件科学园、神舟路南公交车站   |
| C                                         | 扶手电梯标志                                          |      | 科学大道 | 神舟路                                                             |
| D                                         | 扶手电梯标志                                          |      | 科学大道 | 神舟路                                                             |
| E                                         | 盲道标志 · 扶手电梯标志                               |      | 科学大道 | 科学大道西（地铁神舟路站）公交车站（西行）                         |
| 註： 設有 \| 設有 \| 設有 \| 設有扶手電梯 |                                                       |      |          |                                                                    |

## 接驳交通
神舟路站旁设有科学大道西（地铁神舟路站）公交车站以及设于神舟路的神舟路南公交车站，方便乘客接驳公交前往科学城周边及黄埔区各地。
| 编号 | 编号 | 线路               | 线路 | 线路                   | 收费 | 备注 |
| ---- | ---- | ------------------ | ---- | ---------------------- | ---- | ---- |
|      | 320  | 思蕴路（网易总部） | ⇆    | 大沙东（广州航海学院） | 3元  |      |

| 编号 | 编号    | 线路                     | 线路                  | 线路                  | 收费                  | 备注                               |
| ---- | ------- | ------------------------ | --------------------- | --------------------- | --------------------- | ---------------------------------- |
|      | 325     | 广汕路（科景路口）       | ⇆                     | 奥林匹克体育中心      | 2元                   |                                    |
|      | 336     | 大观路北（大观湿地公园） | ⇆                     | 中海誉城              | 2元                   | 不大于20–30分/班；使用双层巴士运营 |
|      | 355     | 天河智慧城核心区（高唐） | ⇆                     | 黄埔体育中心          | 2元                   | 20–30分/班                         |
|      | 391     | 聯和（惠联路）           | ⇆                     | 中海誉城              | 2元                   | 不大于15–30分/班                   |
|      | 494     | 萝岗万达广场             | ⇆                     | 广汕一路（林机街）    | 2元                   |                                    |
|      | 494A    | 已于2024年12月1日停办    | 已于2024年12月1日停办 | 已于2024年12月1日停办 | 已于2024年12月1日停办 | 已于2024年12月1日停办              |
|      | 573     | 黄埔低空经济创新中心     | ⇆                     | 家和天曜              | 2元                   |                                    |
|      | 581     | 长福路                   | ⇆                     | 黄埔东路（石化南路）  | 3元                   |                                    |
|      | 582班车 | 琶洲保利                 | ⇆                     | 起云路                | 2元                   |                                    |
|      | 夜51    | 车陂                     | ⇆                     | 萝岗香雪（梅花世界）  | 4元                   | 574路附属线路                      |

## 利用状况
神舟路站所在的位置为广州科学城西部，车站周边有多个写字楼、软件园和科技园等办公区域以及厂房，因此除工作日上下班时间会有可观的出入站客流外，其余时间均较为冷清。

## 历史
在2003年地鐵規劃中，本站作為4號線的一個中途站出現，位置已與現時相近，但本站未能納入4號線一期進行建設。因車站位處廣州科學城西部，而被命名為科學城西站作為規劃站名。
2010年底，規劃4號線北延段（黃村至水西段）線位獨立並延長成為21號線，初期本站與東邊的科學城站合併為一站，並移動至科珠路口，鄰近玉樹公園，配合21號線的快線定位，站名亦被先後更改為珠吉路站和玉樹站。在后续环评过程中，該站被重新拆分為兩站，本站定於神舟路口設置，並據此命名為神舟路站。
2016年7月8日，車站主體結構封頂。2019年12月20日，随21号线剩余段开通而启用。
2021年7月24日起，21号线快车增停本站。
2021年7月30日中午1时许，广州出现短时强降雨天气，神舟路站正在施工的C口地面挡水墙小面积倒塌，导致地面积水通过通道涌入车站。受此影响，21号线黄村至苏元段需暂停服务。滞留在神舟路站的乘客随后被全部疏散，未造成人员伤亡，进水点亦被封堵。地铁公司随后安排接驳公交行走于黄村至苏元段。同日19时15分，地铁公司宣布21号线双向恢复通车，但本站仍暂停运营，列车行经本站时不停站通过。同日20时，本站恢复运营。